# Mark Twain
Samuel Langhorne Clemens (Florida (Missouri), 30 november 1835 – Redding (Connecticut), 21 april 1910), beter bekend onder zijn schrijversnaam Mark Twain, was een Amerikaanse schrijver en humorist. Twain werd vooral bekend door zijn romans De Lotgevallen van Tom Sawyer en De Lotgevallen van Huckleberry Finn, waarvan met name de laatste vaak als Great American Novel ('Grote Amerikaanse roman') wordt aangemerkt.
Twain genoot een enorme populariteit bij het publiek. Met zijn scherpzinnigheid en vlijmscherpe satire oogstte hij lof van zowel critici als collegae. De Amerikaanse schrijver William Faulkner noemde Twain "de vader van de Amerikaanse literatuur”. Uit zijn werk wordt uitgebreid geciteerd. Tijdens zijn leven was hij bevriend met vele hooggeplaatsten, zoals presidenten, wetenschappers, kunstenaars en ondernemers.

## Biografie

### Jeugd
Samuel Langhorne Clemens werd geboren in Florida in Missouri op 30 november 1835 als zoon van John Marshall Clemens (11 augustus 1798 – 24 maart 1847), een plattelandskoopman uit Tennessee, en Jane Lampton Clemens (18 juni 1803 – 27 oktober 1890). Hij was de zesde van zeven kinderen. Slechts drie van zijn broers en zussen overleefden hun kindertijd. Zijn broer Orion leefde van 1825 tot 1897. Zijn broer Henry (1838–1858) kwam op 19-jarige leeftijd om bij een explosie op een rivierboot. Zijn zuster Pamela leefde van 1827 tot 1904. Zijn zuster Margaret (1830–1839) stierf toen Twain drie jaar was en zijn broer Benjamin (1832–1842) overleed drie jaar later. Een andere broer, Pleasant (1828–1829), stierf toen hij nog maar zes maanden was. Het ouderlijk huis werd verplaatst naar het Museum of Appalachia.
Toen Twain vier was, verhuisde het gezin naar Hannibal, een havenstad aan de Mississippi, die de inspiratie leverde voor de fictieve stad St. Petersburg in De Lotgevallen van Tom Sawyer en De Lotgevallen van Huckleberry Finn. In die tijd was Missouri een slavenstaat binnen de Unie en de jonge Twain raakte vertrouwd met het slavernijwezen, een thema dat hij later in zijn schrijven verder uitdiepte.
In maart 1847, toen Twain 11 was, stierf zijn vader aan een longontsteking. Het jaar daarop werd hij leerling bij een drukkerij. In 1851 begon hij met het werk als letterzetter en schreef hij artikelen en humoristische verhaaltjes voor de Hannibal Journal, een krant waar zijn broer Orion eigenaar van was. Toen hij 18 was vertrok hij uit Hannibal en hij werkte vervolgens als drukker in New York, Philadelphia, St. Louis en Cincinnati. Hij werd lid van de vakbond en ontwikkelde zichzelf ’s avonds in de openbare bibliotheken, waar hij naar eigen zeggen meer kennis opdeed dan hij op een gewone school zou hebben gedaan. Op zijn tweeëntwintigste keerde hij terug naar Missouri. Tijdens een reis naar New Orleans, stroomafwaarts over de Mississippi, maakte de loods van de stoomboot, Horace E. Bixby, Twain enthousiast voor een baan als stoombootloods; dat was een royaal betaalde baan met een vast salaris van $250 per maand.

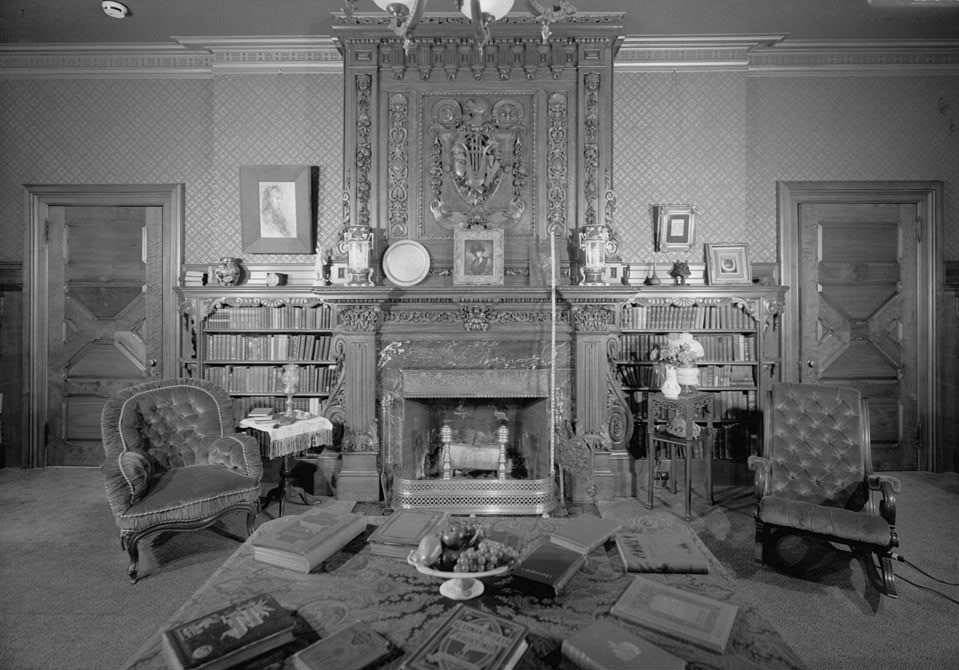
De bibliotheek in het Mark Twain House, die opvalt door een met de hand gesjabloneerde lambrisering, een schouw uit India, rijkelijk versierd behang en een enorme handgesneden schoorsteenmantel, die Twain in Schotland op de kop had getikt. (foto HABS)

Om te kunnen aanleggen bij de honderden havens en houtopslagplaatsen langs de rivieroevers moest de loods van een rivierboot een uitgebreide kennis hebben over de steeds veranderende rivier. Twain bestudeerde meer dan twee jaar lang 2000 mijl (3200 km) van de Mississippi, voordat hij in 1859 zijn loodsdiploma behaalde. Terwijl hij daarmee bezig was, haalde hij zijn jongere broer Henry over om met hem samen te werken. Henry kwam op 21 juni 1858 om toen de stoomboot waarop hij werkte, de Pennsylvania, explodeerde. Twain had zijn dood een maand daarvoor voorzien in een heldere droom, die zijn belangstelling voor parapsychologie wekte; hij was een van de eerste leden van de Society for Psychical Research. Twain voelde zich schuldig over de dood van zijn broer en voelde zich daar voor de rest van zijn leven verantwoordelijk voor. Hij bleef op de rivier werken en diende als loods tot in 1861 de Amerikaanse Burgeroorlog uitbrak en het verkeer over de Mississippi beperkt werd.

### Reizen
Missouri was een slavenstaat, werd door velen beschouwd als een deel van het Zuiden en nam tijdens de Burgeroorlog zowel deel aan de regering van de Confederatie als aan de federale regering. Jaren later schreef Twain het korte verhaal The Private History of a Campaign That Failed (Het Geheime Verhaal over de Campagne die mislukte), waarin hij beweerde dat hij en zijn vrienden twee weken lang vrijwilliger bij de Confederatie waren geweest, voordat zij hun compagnie ontbonden. Twain voegde zich bij zijn broer Orion, die benoemd was tot secretaris van James W. Nye, de territoriale gouverneur van Nevada, en zette zijn koers naar het Westen.

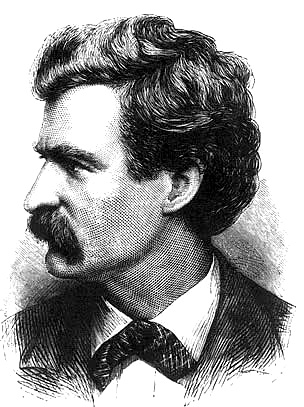
Gravure van Twain uit 1874

Twain en zijn broer reisden meer dan twee weken met een postkoets over de Great Plains en de Rocky Mountains, waarbij ze onderweg een bezoek brachten aan de Mormoonse gemeenschap in Salt Lake City. Deze ervaringen inspireerden hem tot Roughing It (Het is Behelpen) en verschaften stof voor The Celebrated Jumping Frog of Calaveras County (De Beroemde Springkikker uit het District Calaveras). Twains reis eindigde in de zilvermijnstad Virginia City, Nevada, waar hij mijnwerker werd. Hij mislukte als mijnwerker maar vond werk bij een krant in Virginia City, de Territorial Enterprise. Daar ondertekende hij voor het eerst met de naam "Mark Twain". Die naam verscheen op 3 februari 1863 onder een humoristisch reisverslag getiteld "LETTER FROM CARSON – re: Joe Goodman; party at Gov. Johnson's; music" (BRIEF VAN CARSON – betr: Joe Goodman; feestje bij Gouverneur Johnson; muziek).
Twain reisde vervolgens naar San Francisco, waar hij zijn werk als journalist voortzette en lezingen begon te geven. De uitspraak over het weer in San Francisco De koudste winter die ik in mijn hele leven meemaakte, was een zomer in San Francisco wordt (onterecht) toegeschreven aan Mark Twain. Hij ontmoette schrijvers als Bret Harte, Artemus Ward en Dan DeQuille. Een opdracht op Hawaï werd de basis voor zijn eerste voordrachten. In 1867 financierde een plaatselijke krant een reis naar het Middellandse Zeegebied. Tijdens zijn reis door Europa en het Midden-Oosten, schreef hij een populaire verzameling reisbrieven die in 1869 gebundeld werden als The Innocents Abroad.

### Huwelijk en kinderen
Twain ontmoette Charles Langdon, die hem een foto liet zien van zijn zuster Olivia; Twain beweerde dat het liefde op het eerste gezicht was. In 1868 maakten ze kennis met elkaar. Ze verloofden zich een jaar later en trouwden in februari 1870 in Elmira, New York. Zij kwam uit een “rijke maar liberale familie” en via haar maakte hij kennis met voorvechters van de afschaffing van de slavernij, "socialisten, principiële atheïsten en actievoerders voor vrouwenrechten en maatschappelijke gelijkheid", waaronder Harriet Beecher Stowe, Frederick Douglass en de utopische socialist William Dean Howells.
Het paar woonde van 1869 tot 1871 in Buffalo, New York. Twain had een zakelijk belang in de Buffalo Express en werkte als redacteur en schrijver. Hun zoon Langdon stierf toen hij negentien maanden was aan difterie.
In 1871 verhuisde Twain met zijn gezin naar Hartford, Connecticut, waar hij in 1873 begon met de bouw van een huis voor hen, dat in 1927 door plaatselijke bewonderaars van de sloop zou worden gered en uiteindelijk een museum werd, dat aan hem is gewijd. Daar schonk Olivia het leven aan drie dochters: Susy (1872–1896), Clara (1874–1962) en Jean (1880–1909). Hun huwelijk duurde 34 jaar, tot het overlijden van Olivia in 1904.
Tijdens zijn jaren in Hartford raakte Twain bevriend met zijn collega-schrijver William Dean Howells.

### Latere leven en overlijden

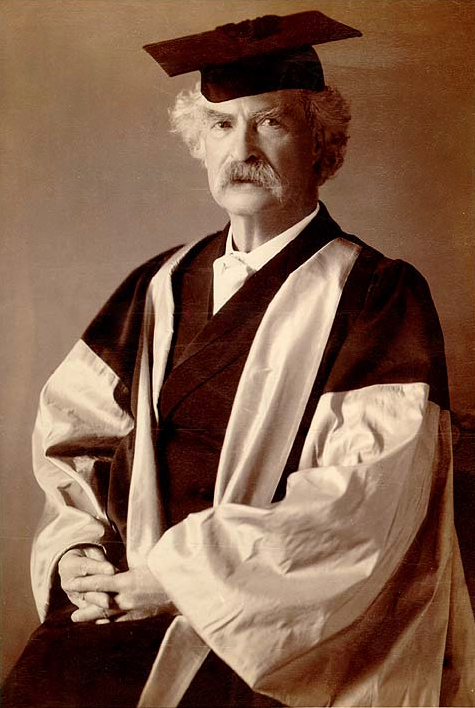
Mark Twain in toga (scharlakenrood met grijze mouwen en opslagen) ter gelegenheid van zijn eredoctoraat in de Letteren, hem toegekend door de Universiteit van Oxford.

Twain maakte een tweede reis door Europa, die beschreven is in het in 1880 verschenen boek A Tramp Abroad (Een Buitenlandse Voettocht). Van 6 mei tot 23 juli 1878 bracht hij een uitgebreid bezoek aan Heidelberg, Duitsland. Hij bracht ook een bezoek aan Londen. In de zomer van 1900 was hij daar te gast was bij de kranteneigenaar Hugh Gilzean-Reid op het Dollis Hill House.  Twain schreef over Dollis Hill dat hij “nog nooit een plek had gezien die zo aangenaam gelegen was, met haar eerbiedwaardige bomen en uitgestrekte landerijen, met alles wat het leven heerlijk kon maken en dat alles binnen werpafstand van de wereldmetropool.” In 1900 keerde hij naar Amerika terug, nadat hij genoeg geld had verdiend om zijn schulden af te lossen.
In 1906 begon Twain met zijn autobiografie in de North American Review. Een jaar later kende de Universiteit van Oxford hem een eredoctoraat in de Letteren toe.
Twain maakte een ernstige depressie door, die in 1896 begon toen zijn lievelingsdochter Susy overleed aan meningitis. De dood van Olivia in 1904 en het overlijden van Jean op 24 december 1909 verergerden zijn neerslachtigheid. Er wordt verteld dat Twain in 1909 de woorden sprak:

Ik kwam in 1835 samen binnen met de komeet Halley. Volgend jaar komt hij terug en ik verwacht dat ik daarmee samen weer vertrek. Het zal de grootste teleurstelling van mijn leven zijn als ik niet samen met de komeet Halley wegga. De Almachtige heeft ongetwijfeld gezegd: ‘Dat zijn een stelletje van die onberekenbare zonderlingen; ze kwamen samen, ze moeten samen vertrekken.’

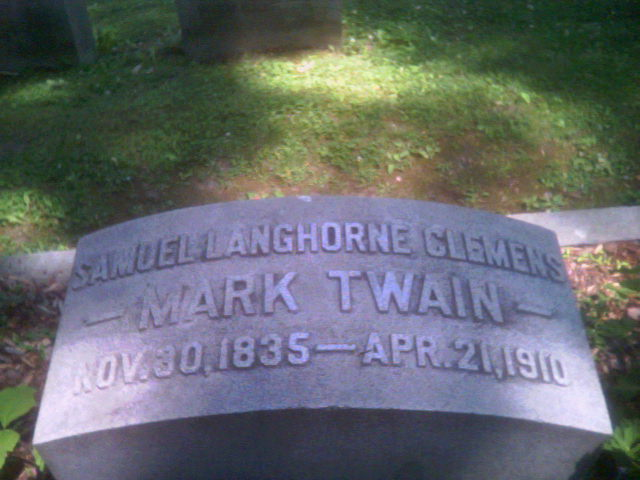
Grafsteen van Mark Twain op het kerkhof van Woodlawn.

Zijn voorspelling kwam uit: Twain stierf op 21 april 1910 aan een hartaanval in Redding, Connecticut, één dag voordat de komeet de aarde het dichtst genaderd was (zie link van 1835 naar de Komeet Halley). Toen president William Howard Taft vernam dat Mark Twain was overleden, sprak hij de woorden:

Mark Twain verschafte plezier – echte intellectuele vreugde – aan miljoenen en zijn werk zal dat plezier blijven geven aan miljoenen die nog komen ... Zijn humor was Amerikaans, maar hij werd bijna evenveel gewaardeerd door Engelsen en mensen uit andere landen, als door zijn landgenoten. Hij maakt een blijvend deel uit van de Amerikaanse literatuur.

Twain ligt begraven bij het familiegraf van zijn vrouw op het kerkhof van Woodlawn in Elmira. Zijn graf wordt gemarkeerd door een vier meter hoog monument, dat daar geplaatst is door Clara, de dochter die hem overleefde. Er is ook een kleinere grafsteen.

## Leven als schrijver

### Overzicht loopbaan
Twain begon zijn loopbaan met het schrijven van lichtvoetige, humoristische verzen, maar ontwikkelde zich gaandeweg tot een grimmige, bijna heiligschennende chroniqueur van de ijdelheden, hypocrisieën en gewelddadigheden van de mensheid. Halverwege zijn carrière, bij het schrijven van Huckleberry Finn, slaagde hij erin zijn humor, zijn maatschappijkritische houding en zijn schrijverstalent samen te brengen in een evenwichtig geheel. Twain was een meester in het vertolken van spreektaal en leverde een bijdrage aan het ontstaan en populariseren van een karakteristieke, Amerikaanse literatuur, gebaseerd op Amerikaanse thema’s en taalgebruik. Veel van Twains werk werd op verschillende momenten en om verschillende redenen verboden. De Lotgevallen van Huckleberry Finn is herhaaldelijk op Amerikaanse highschools aan banden gelegd, niet het minst vanwege het frequente gebruik van het woord "nigger", onder blanken een gebruikelijk woord toen het boek werd geschreven.
Het is bijna onmogelijk een complete biografie van zijn werk samen te stellen, vanwege het grote aantal stukken dat Twain schreef voor weinig bekende tijdschriften en zijn gebruik van meerdere pseudoniemen. Bovendien is naar alle waarschijnlijkheid een groot gedeelte van zijn voordrachten en lezingen verloren gegaan of gewoon niet opgeschreven. Het speuren naar werk van Twain is dus een doorgaand proces; onderzoekers hebben nog in 1995 ongepubliceerd werk van Twain ontdekt.

### Vroege journalistiek en reisverhalen

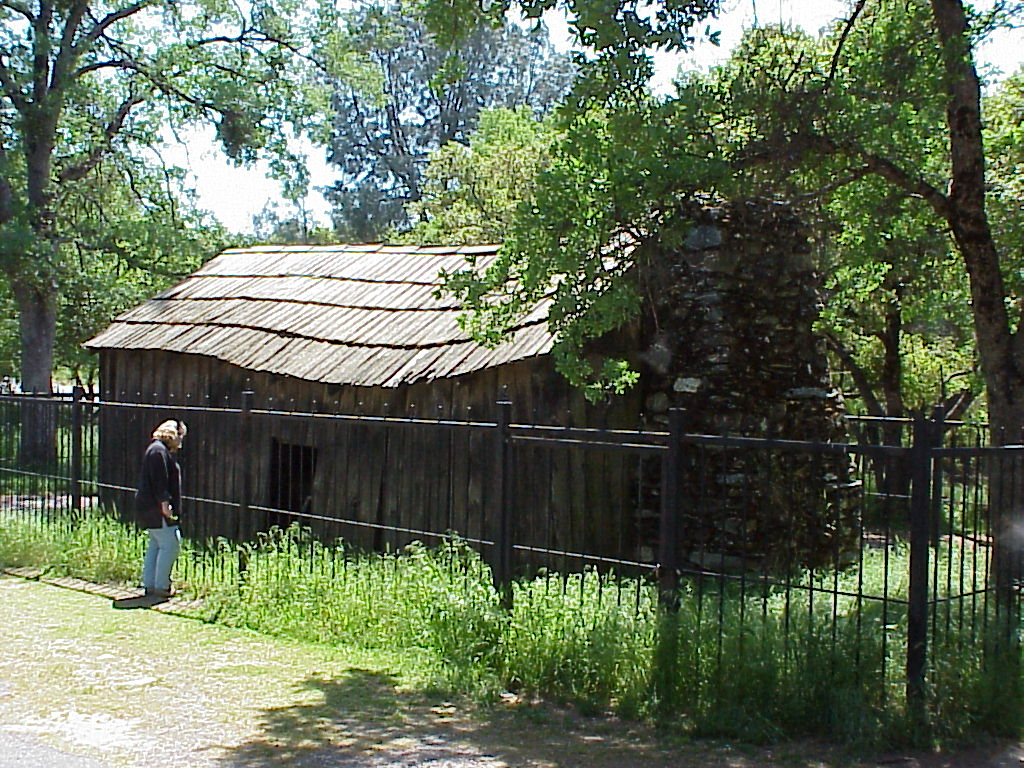
Hut waarin Twain Jumping Frog of Calaveras schreef, gelegen op de Jackass Hill in Tuolumne County.

Twains eerste belangrijke werkstuk, The Celebrated Jumping Frog of Calaveras County, verscheen op 18 november 1865 in de New York Saturday Press. De reden dat het daarin werd gepubliceerd, was dat zijn verhaal te laat kwam om opgenomen te worden in een boek dat Artemus Ward aan het samenstellen was, met korte verhalen over het Amerikaanse Wilde Westen.
De populariteit die Twain na het verschijnen van het verhaal oogstte, leverde hem de opdracht van het dagblad de Sacramento Union op om brieven te schrijven over reiservaringen. Op zijn eerste reis voer hij mee op de maidentrip van het stoomschip Ajax naar Hawaï, dat in die tijd deel uitmaakte van de Sandwicheilanden. De humoristische brieven die hij inleverde bleken een opstap naar zijn werk voor Alta California in San Francisco. Deze krant benoemde hem tot reiscorrespondent voor een scheepsreis van San Francisco naar New York via het Nauw van Panama. Gedurende de gehele tocht schreef Twain brieven, waarin hij met groteske humor zijn ervaringen te boek stelde. Op 8 juni 1867 stapte hij aan boord van het plezierjacht Quaker City voor een zeiltocht van vijf maanden. The Innocents Abroad or The New Pilgrims' Progress was het resultaat van deze reis.

Dit boek is het verslag van een plezierreis. Als het een verslag was geweest van een gewichtige wetenschappelijke expeditie, zou het iets hebben van die ernst, diepzinnigheid en indrukwekkende onbegrijpelijkheid die zo eigen is aan dat soort boeken en die ze bovendien zo aantrekkelijk maken. Desondanks is het niet alleen maar een verslag van een feestje; het heeft een bedoeling, namelijk de lezer voor te houden hoe hij waarschijnlijk Europa en het Oosten zou zien als hij daar met zijn eigen ogen naar zou kijken, in plaats van met de ogen van de mensen die die landen vóór hem hebben bereisd. Ik doe maar een beetje alsof ik iedereen laat zien hoe hij naar belangrijke dingen aan de overkant van de oceaan zou moeten kijken – dat doen andere boeken wel en daarom is dat niet nodig, zelfs al zou ik het kunnen.

In 1872 publiceerde Twain een tweede boek met reisverhalen, min of meer een vervolg op de Innocents. Dit boek, Roughing It geheten, is een semiautobiografisch verslag van Twains reis naar Nevada en zijn daaropvolgende verblijf in het Amerikaanse westen. Het boek hekelt de Amerikaanse en Westerse maatschappij op dezelfde manier waarop de Innocents kritiek uitoefende op verschillende landen van Europa en het Midden-Oosten. Twains volgende werk richtte zich enigszins op gelijkaardige wijze als Roughing It op de Amerikaanse maatschappij, zij het meer gericht op de dagelijkse gang van zaken. Het droeg de titel The Gilded Age: A Tale of Today, en was geen reisverhaal, zoals zijn twee vorige boeken, maar zijn eerste poging om een roman te schrijven. Het boek is eveneens opmerkelijk omdat het het enige werk is dat Twain niet alleen schreef: hij schreef het samen met zijn buurman Charles Dudley Warner.
Gebaseerd op Twains persoonlijke ervaringen op de Mississippi is Old Times on the Mississippi, een reeks korte verhalen, in 1875 in de Atlantic Monthly gepubliceerd. Het boek gaf een beeld van Twains ontgoocheling over de Romantiek.

### Tom Sawyer en Huckleberry Finn
Een jaar later kwam Twains volgende grote publicatie uit: The Adventures of Tom Sawyer, waarvoor hij inspiratie uit zijn jeugd in Hannibal putte. Het personage Tom Sawyer is gevormd naar het voorbeeld van Twain als kind, met trekken van twee schoolkameraden, John Briggs en Will Bowen. Het boek introduceerde ook, in een ondersteunende rol, het personage Huckleberry Finn, gebaseerd op Twains jeugdvriend Tom Blankenship.
Het daaropvolgende boek, The Prince and the Pauper, werd gepubliceerd in 1882. Het kreeg geen gunstig onthaal, wellicht vanwege een kunstgreep met de verhaallijn die weliswaar tegenwoordig vaak wordt toegepast in film en literatuur, maar die destijds geheel nieuw was. De roman vertelt het verhaal van twee Engelse jongens, een prins en een bedelaar, die op dezelfde dag zijn geboren en fysiek identiek zijn. Twain laat hen van plaats wisselen en creëert zo een boek dat commentaar levert op de maatschappij. De schuld voor de tekortkomingen van "Pauper" wordt doorgaans geschoven op het feit dat Twain onvoldoende ervaring had met de Engelse maatschappij. Bovendien had het boek het moeilijk omdat het volgde op het succesvolle Tom Sawyer.
Tussen het schrijven van Pauper door was Twain begonnen met de Adventures of Huckleberry Finn. Hij had doorlopend problemen om het te voltooien en begon ook aan een ander reisverhalenboek, A Tramp Abroad, dat Twain op de voet volgt tijdens zijn reis door Centraal- en Zuid-Europa. Dat voltooide hij wel.
Toen Adventures of Huckleberry Finn in 1884 uiteindelijk gepubliceerd werd, bevestigde dit boek Twains reputatie als een opmerkelijke Amerikaanse schrijver. Sommigen hebben het de eerste Great American Novel genoemd en het boek is verplichte leesstof geworden op veel scholen overal in de Verenigde Staten. Huckleberry Finn was een vervolg op Tom Sawyer en bleek een serieuzere ondertoon te hebben dan zijn voorganger. Het dragende idee van Huckleberry Finn is het geloof van de jonge knaap dat hij moet doen wat hij juist vindt, zelfs als de meerderheid van de maatschappij het niet met hem eens is.
Twain begon aan het vierhonderd pagina’s tellende Huckleberry Finn in de zomer van 1876, meteen na de publicatie van Tom Sawyer. Tijdens het schrijven van het boek werkte hij ook aan The Prince and the Pauper en andere boeken. Een daarvan was Life on the Mississippi, dat uitging van het eerder verschenen Old Times. Na 22 jaar beschrijft Twain zijn herinneringen aan de Mississippi, aangevuld met nieuwe ervaringen. In het boek verkondigt hij ook dat "Mark Twain" de uitroep was die werd gedaan als de boot in veilig water was aangeland – twee vadem diep. Van Life on the Mississippi, dat uitkwam in 1883, wordt gezegd dat het een grote invloed heeft gehad op Huckleberry Finn, het boek waaraan hij eigenlijk bezig was.
Het laatste vijfde gedeelte van Huckleberry Finn is onderwerp van veel discussie. Sommigen beweren dat Twain – zoals de criticus Leo Marx dat verwoordt – een “zenuwinzinking” heeft gehad. Ernest Hemingway zei over Huckleberry Finn: “Als je het leest, moet je ophouden waar de neger Jim bij de jongens wordt weggehaald. Dat is het echte einde. De rest is gewoon wat geklets".

### Latere geschriften
Na de publicatie van zijn grote werken ging Twain zich meer richten op zakelijke ondernemingen, om de toenemende problemen af te wenden die hij zich op de hals had gehaald met zijn schrijversprojecten. Hij richtte een uitgeversbedrijf op dat hij Charles L. Webster & Company noemde, naar zijn aangetrouwde neef met wie hij samen eigenaar was. Voor het prille uitgeversbedrijf koos Twain de Memoires van President Ulysses S. Grant. Tussendoor vond hij tijd om The Private History of a Campaign That Failed te schrijven voor The Century Magazine. Dit stuk gaf een gedetailleerd verslag van zijn twee weken durende activiteiten bij de troepen van de Confederatie tijdens de Burgeroorlog.
Twain hield zich vervolgens bezig met A Connecticut Yankee in King Arthur's Court, waarin hij voor het eerst blijk gaf van zijn teleurstelling in de politiek. Geschreven in dezelfde “historische, fictieve” stijl als The Prince and the Pauper, liet A Connecticut Yankee de absurditeit zien van de politieke en maatschappelijke normen door ze te verplaatsen naar het hof van Koning Arthur. Twain begon aan het boek in december 1885, legde vervolgens het schrijven eraan stil tot de zomer van 1887 en voltooide het uiteindelijk in het voorjaar van 1889. Het boek is minstens tweemaal verfilmd (Emmett J. Flynn 1921, Tay Garnett 1949) en één keer tot voorwerp gemaakt van een musical (Rodgers & Hart 1927).
Om zijn rekeningen te kunnen betalen en zijn zakelijke plannen gaande te kunnen houden schreef Twain in hoog tempo artikelen en boekbesprekingen. Hij maakte op een beruchte manier James Fenimore Cooper belachelijk in een artikel waarin hij Coopers Literaire Misdrijven beschreef. Hij klaagt er bijvoorbeeld over dat Coopers De Wilddoder pretendeert realistisch te zijn, maar dat het op dat punt verschillende tekortkomingen vertoont. Hij ontpopte zich tot een vileine criticus, niet alleen van andere schrijvers, maar ook van andere critici, door bijvoorbeeld te opperen dat de hooggeleerde heren Thomas Loundsbury, Brander Matthews en Wilkie Collins, voordat ze het werk van Cooper ophemelden, “daar eerst toch iets van gelezen zouden moeten hebben”.
Zijn volgende grootschalige werk, Pudd'nhead Wilson, werd eerst in episoden gepubliceerd in The Century Magazine, voor het als boek werd uitgebracht. Het boek beschrijft het racisme van het Missouri van voor de Burgeroorlog, dat zich ook richtte tegen ogenschijnlijk blanke mensen die minieme sporen droegen van Afrikaanse voorouders, en de acceptatie daarvan in brede kring, soms zelfs bij de zwarte bevolking. Oorspronkelijk koos Twain voor een verhaal dat geïnspireerd was op een Siamese tweeling die hij in Europa gezien had. Gaandeweg namen andere figuren het verhaal over. Daarop besloot Twain de meeste elementen van het tweelingverhaal eruit te halen. Deze bracht hij onder in een aparte novelle: The Comedy of The Extraordinary Twins. Beide romans werden in 1894 in één band uitgebracht. Het eind van het boek werd razendsnel geschreven, omdat Twain wanhopig probeerde zijn faillissement alsnog af te wenden. In de vier weken van 12 november tot 14 december 1893 schreef hij voor dit boek roman 60 000 woorden. Critici hebben gewezen op de overhaaste voltooiing als de oorzaak van de rommelige structuur van de roman en het veelvuldig onderbreken van de verhaallijn. Het was alles bijeen niet genoeg, want in 1894 werd zijn faillissement aangevraagd.

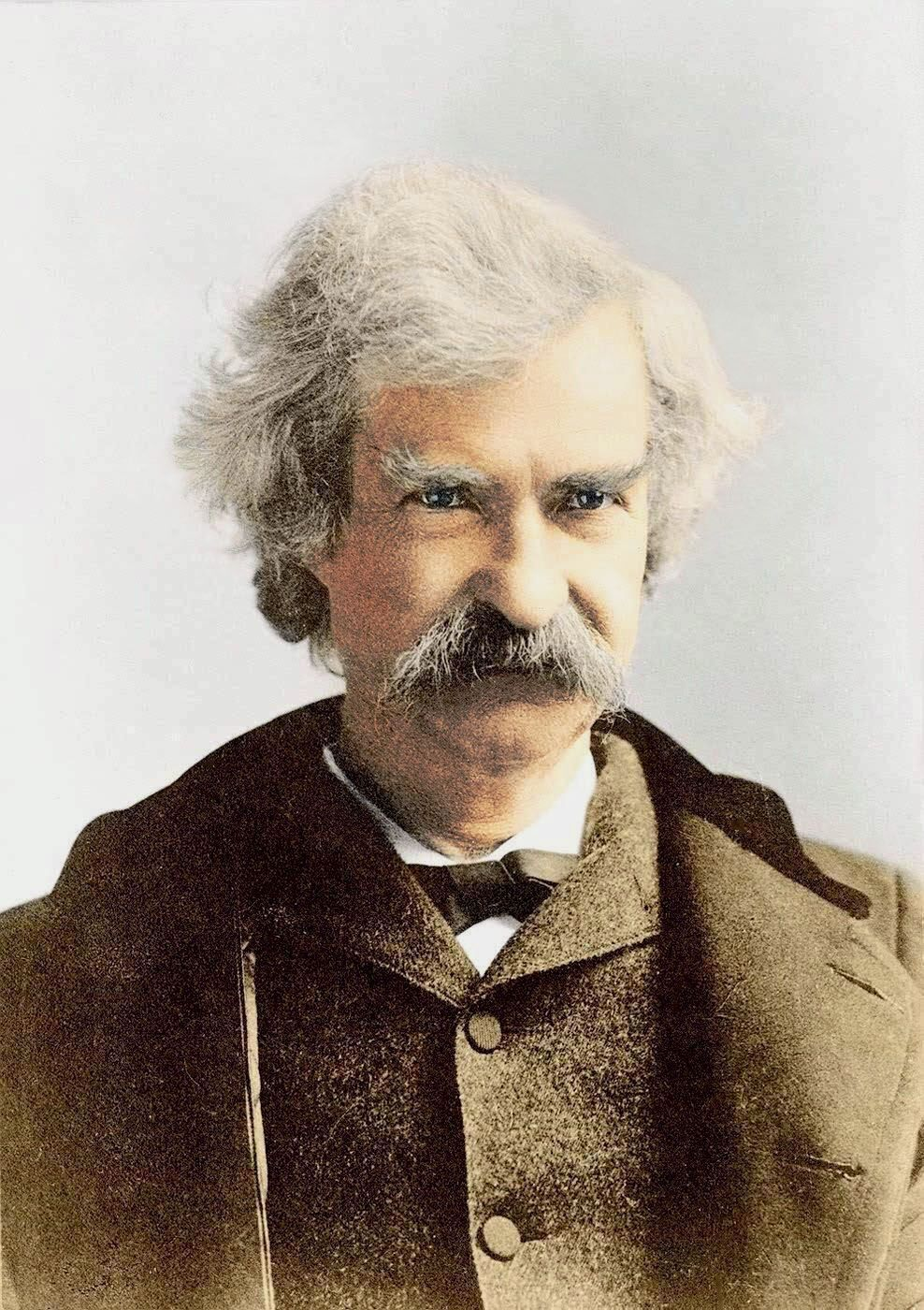
Twain, 1895, door Napoleon Sarony

Twains volgende waagstuk was een zuiver fictief verhaal dat hij de Personal Recollections of Joan of Arc noemde en opdroeg aan zijn vrouw. Twain heeft lange tijd gezegd dat dit het boek was waar hij het trotst op was, ondanks de kritiek die hij erop kreeg. Sinds zijn kindertijd was het boek een droom geweest; hij beweerde dat hij, toen hij tiener was, een manuscript had gevonden met een gedetailleerd verslag van het leven van Jeanne d'Arc. Twain was ervan overtuigd dat het boek zijn uitgeversbedrijf kon redden. Zijn financieel adviseur, Henry Huttleston Rogers, praatte hem dat uit zijn hoofd en kreeg gedaan dat Twain helemaal uit de zaak stapte. Desondanks werd het boek in 1896 gepubliceerd.
Naast de genoemde schrijvers nam Twain ook anderen onder vuur; hij zou dat blijven doen tot aan zijn dood. Onder hen waren George Eliot, Jane Austen en Robert Louis Stevenson. Twain was de eerste die niet slechts gedeelten van een boek afkraakte, maar in plaats daarvan het hele werk van gevestigde, populaire schrijvers neerhaalde en bagatelliseerde. Sommigen hebben in de huidige literatuurkritiek de trend opgemerkt om schrijvers in de stijl van Twain de maat te nemen. Om zijn agressieve literatuurkritiek te rechtvaardigen, schetst Twain in verschillende brieven en essays wat hij ziet als “kwaliteitschrijven”. Hij legt in het bijzonder nadruk op beknoptheid, woordkeuze en realisme. Pijnlijk genoeg werden verschillende van zijn eigen boeken later bekritiseerd voor het gebrek aan continuïteit (Adventures of Huckleberry Finn) en structuur (Pudd'nhead Wilson).
Twains echtgenote overleed in 1904, toen het echtpaar in de Villa di Quarto verbleef, in Florence. Pas na een geruime tijd veroorloofde Twain het zich om een paar werken te publiceren waar zijn vrouw, die in feite zijn hele leven zijn redactrice en censor was geweest, op neergekeken had. Het bekendste werk dat zijn echtgenote niet aanstond is misschien The Mysterious Stranger, waarin Satan, ook bekend als “No. 44,” op diverse plaatsen aanwezig is en waar het zedelijke gevoel van de mensheid ontbreekt. Dit merkwaardige boek is tijdens Twains leven niet gepubliceerd. In zijn manuscripten werden drie versies aangetroffen, geschreven tussen 1897 en 1905: de Hannibal-versie, de Eseldorf-versie en de Print-Shop-versie. Verwarring hierover leidde tot publicatie van een door elkaar gehaspelde versie en pas pas in de jaren 1960 zijn de oorspronkelijke versies ter beschikking gekomen.
Twains laatste werk was zijn autobiografie, die hij dicteerde en waarvan hij dacht dat die het onderhoudendst zou zijn als hij het van onsamenhangende gedachtesprongen aan elkaar zou breien. Sommige archivarissen en samenstellers hadden daar een probleem mee en herschikten de biografie tot een traditionele vorm, waarbij ze wat van Twains humor en het vloeiende van het boek tenietdeden.

## Financiën, wetenschap en uitvindingen
Twain verdiende een redelijke hoeveelheid geld met zijn schrijven, maar veel daarvan besteedde hij aan slechte investeringen, meestal in nieuwe uitvindingen. Hij was gefascineerd door de wetenschap en wetenschappelijk onderzoek. Hij sloot een innige en blijvende vriendschap met Nikola Tesla en de twee brachten samen veel tijd door in Tesla's laboratorium. Zijn boek A Connecticut Yankee in King Arthur's Court gaat over een tijdreiziger uit het Amerika van die tijd, die zijn wetenschappelijke kennis gebruikt om de moderne technologie te introduceren in het Engeland van Koning Arthur. Sommigen opperen dat dit van Twain een pionier van het sciencefictiongenre maakt. Onder Twains uitvindingen bevinden zich een bedklem voor kinderen, een nieuw soort stoommachine en de kaolatype (of collotype, een apparaat om drukplaten te graveren). De Paige-letterzetmachine was een prachtig geconstrueerd mechanisch wonder dat toeschouwers in verrukking bracht als het werkte, maar het was erg storingsgevoelig; voordat het commercieel vervolmaakt kon worden werd het achterhaald door de Linotype-zetmachine. Hij kreeg wel patent op een verbetering van verstelbare en losknoopbare bretels. Twains commercieel meest geslaagde uitvinding was een zelfklevend plakboek: een gedroogde kleefstof op de pagina’s hoefde alleen maar nat gemaakt te worden voor gebruik.
Twain verloor ook geld aan zijn uitgeversbedrijf, dat aanvankelijk succes boekte door de verkoop van de memoires van Ulysses S. Grant maar al snel daarna op de fles ging, doordat geld werd verloren door het idee dat het publiek belangstelling zou hebben voor het leven van de Paus. Er werden minder dan tweehonderd exemplaren van verkocht.
Twains schrijfsels en lezingen, samen met de hulp van een nieuwe vriend, stelden hem in staat om er financieel weer bovenop te komen. In 1893 begon een 15 jaar lange vriendschap met de financier Henry Huttleston Rogers, een directeur van Standard Oil. Rogers vroeg eerst een faillissement aan voor Twain. Vervolgens liet Rogers het copyright op zijn geschreven werk overdragen aan zijn vrouw, Olivia, om ervoor te zorgen dat schuldeisers daar geen aanspraak op zouden kunnen maken. Tot slot nam Rogers de volledige verantwoordelijkheid over het geld van Twain op zich, totdat alle schuldeisers waren betaald. Daarna begon Twain aan een wereldwijde lezingenrondreis om zijn schuldeisers helemaal af te betalen, ondanks het feit dat daarvoor voor hem geen wettelijke verplichting meer bestond.

## Vriendschappen
Hechte vriendschappen met enkele mannen hebben Twains leven en werk diepgaand beïnvloed.
Joseph Twichell was Twains mentor en geestelijk adviseur bij diens tanende gevoel van religieuze verbondenheid. Gedurende bijna zevenenveertig jaar, van 1865 tot 1912, was hij de geliefde predikant van Hartford Asylum Hill Congregationalist Church en hij bleef bijna net zo lang een van Clemens beste vrienden.
Een andere goede vriend van Twain was zijn collega-auteur en medewerker William Dean Howells. Howells' biografen, Susan Goodman en Carl Dawson, gewagen zelfs van een bijna Siamese verbinding tussen de twee mannen. Howell geloofde sterk in Twains kunnen. In een brief van januari 1882 aan zijn vriend merkte hij – haast profetisch – op: “Soms denk ik dat wij alleen zullen worden herinnerd als je vrienden en correspondenten.” Howells' biografen zijn het erover eens dat de openheid en de intensiteit van de correspondentie tussen Twain en Howells getuigt van een bijzondere vriendschap. Professioneel streefden ze beiden naar meer realisme in de Amerikaanse literatuur van hun tijd.
Een derde, wat onwaarschijnlijke vriendschap, was die tussen Twain en de directeur van Standard Oil, Henry H. Rogers. Terwijl Twain veel te danken had aan Henry Rogers, omdat die hem uit een financiële ravage had gered, was hun vriendschap in hun latere jaren wederzijds heilzaam. Twain verloor drie van zijn vier kinderen en zijn geliefde echtgenote en de familie Rogers werd voor hem een plaatsvervangend gezin. Hij werd een trouwe gast in hun huis in New York, hun zomerverblijf met 48 kamers in Fairhaven (Massachusetts) en aan boord van hun motorjacht de Kanawha.

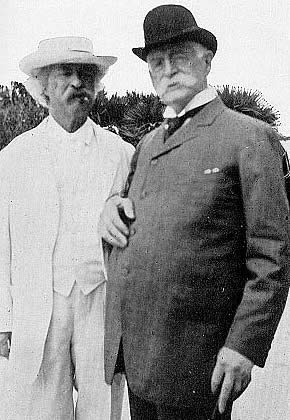
Voor beiden een vriendschap op latere leeftijd. Mark Twain en Henry Huttleston Rogers in 1908

De twee mannen introduceerden elkaar bij hun kennissen. Twain was een bewonderaar van het opmerkelijke doofblinde meisje Helen Keller. Hij ontmoette Keller en haar lerares Anne Sullivan voor het eerst in de winter van 1894 tijdens een feest ten huize van Laurence Hutton in New York. Twain introduceerde hen bij Rogers, die samen met zijn vrouw de opleiding van Keller betaalde aan het Radcliffe College. Het is Twain aan wie wordt toegeschreven dat hij Sullivan, Kellers gouvernante en metgezel, een wonderdoenster noemde. Zijn woordkeuze werd later de ingeving voor de titel van het toneelstuk en de filmbewerking van William Gibsons The Miracle Worker. Twain liet Rogers ook kennismaken met de journaliste Ida M. Tarbell, die de industriemagnaat interviewde, wat leidde tot een ontmaskerend roddelverhaal en indirect tot het uiteenvallen van de Standard Oil Trust. Op de tochten aan boord van de Kanawha werden Twain en Rogers herhaaldelijk vergezeld van Booker T. Washington, de beroemde voormalige slaaf, die een toonaangevende opvoedkundige was geworden.
Terwijl de twee beroemde bejaarde mannen werden gezien als drink- en pokervrienden, wisselden zij ook brieven uit als zij niet bij elkaar waren, wat vaak voorkwam omdat zij allebei veel reisden. Anders dan Rogers' eigen brieven, die nooit zijn geopenbaard, zijn de inzichtgevende brieven van Twain wel gepubliceerd. De geschreven gedachtewisselingen tussen de twee mannen geven een beeld van Twains welbekende gevoel voor humor en, wat verrassender is, van Rogers gevoel voor gekkigheid, dat een zeldzaam inzicht geeft in de geheime kant van de industriemagnaat.
In april 1907 voeren Twain en Rogers naar de opening van de Jamestown Expositie in Virginia. Twains populariteit bij het publiek was zodanig dat veel aanbidders in boten rond de Kanawha voeren, in de hoop om een glimp van hem op te vangen. Toen de samenscholing van boten rond het jacht de veiligheid in gevaar dreigde te brengen, voelde hij zich ten slotte verplicht om aan dek te komen en de menigte toe te zwaaien.
Vanwege de slechte weersomstandigheden werd het motorjacht een paar dagen opgehouden voordat het zich op de Atlantische Oceaan kon wagen. Rogers en een aantal anderen van zijn groep keerden per trein terug naar New York. Twain hield niet van reizen met de trein en koos ervoor om te wachten en met de Kanawha terug te varen. De journalisten tastten echter in het duister over zijn verblijfplaats; toen hij niet volgens plan in New York terugkeerde, opperde The New York Times dat hij mogelijk “op zee vermist” was. Toen hij veilig en wel in New York arriveerde en hem dat ter ore kwam, schreef de humorist een satirisch artikel over het voorval, waarin hij aanbood om “... een diepgaand onderzoek in te stellen naar het bericht dat ik op zee ben vermist. Als er enige grond is voor het bericht zal ik meteen het bezorgde publiek op de hoogte stellen.” Het voorval vertoont gelijkenis met een gebeurtenis uit 1897, waarbij hij zijn beroemde opmerking “Het bericht van mijn dood is overdreven” maakte nadat een journalist eropuit was gestuurd om te onderzoeken of hij overleden was (in werkelijkheid was zijn nicht ernstig ziek).
Later in 1907 keerden Twain en de zoon van Rogers, Henry Jr., aan boord van de Kanawha terug naar de Expositie in Jamestown. De humorist fungeerde als gastheer op de Robert Fulton Dag op 23 september 1907, waarop het eeuwfeest werd gevierd van Fultons uitvinding van de stoomboot. Twain, die inviel voor de ziekelijke voormalige president van de VS, Grover Cleveland, werd geïntroduceerd door schout-bij-nacht Purnell Harrington. Twain kreeg een vijf minuten lange staande ovatie; toehoorders juichten en zwaaiden met hoeden en paraplu’s. Diep geroerd zei Twain: “Als jullie een beroep doen op mijn hoofd, voel ik dat niet; maar ik voel het wel als jullie een beroep doen op mijn hart.”
In april 1909 keerden de vrienden terug naar Norfolk, Virginia voor het feestmaal ter ere van Rogers en zijn net voltooide Virginian Railway. Twain was de inleidende spreker (een van zijn laatste openbare optredens) en werd uitgebreid geciteerd in dagbladen door het hele land.
Een maand later was Twain en route vanuit Connecticut om zijn vriend op te zoeken in New York, toen Rogers op 20 mei 1909 plotseling overleed. Twain arriveerde op het Grand Central Station waar hij door zijn dochter van het nieuws op de hoogte werd gesteld. Overweldigd door verdriet ontweek hij, tegen zijn gewoonte in, de verzamelde journalisten en zei alleen maar “Dit is vreselijk… ik kan er niet over praten.” Twee dagen later fungeerde hij als eredrager bij de begrafenis in New York. Hij onttrok zich echter aan de rouwbijeenkomst tijdens de treinreis naar de teraardebestelling in Fairhaven. Hij zei “ik kan het niet aan om samen met mijn vriend te reizen en niet met hem praten.”

## Politieke en religieuze opvattingen
Terwijl zijn reputatie als populaire schrijver zijn bijdragen als maatschappijcriticus overschaduwde, hield Twain er uitgesproken ideeën op na over de politieke onderwerpen van zijn tijd; het radicalisme van zijn vriendin Helen Keller was echter door de loop der tijd tenietgegaan. Via de familie van zijn vrouw had Twain contact met veel vooraanstaande progressieven. De laatste twintig jaar van zijn leven bracht hij door als een “uitgesproken anti-imperialist en antikapitalist". Toch deed hij aanzienlijke investeringen met het doel om daar winst mee te maken, zij het met weinig resultaat.

### Verandering van inzichten
Hoewel Twain tijdens de burgeroorlog afzijdig bleef, werden zijn ideeën, naarmate hij ouder werd, radicaler. Hij onderkende dat zijn ideeën in de loop van zijn leven veranderden en zich ontwikkelden. Hij verwees daarbij naar een van zijn lievelingsboeken:

Toen ik in 1871 Carlyles De Franse Revolutie had gelezen, was ik een girondijn; elke keer dat ik het sindsdien heb gelezen, heb ik het anders gelezen – heeft het mij beïnvloed en veranderd, langzaam maar zeker, mijn leven en omgeving… en nu leg ik het boek weer een keer neer en begrijp dat ik een Sansculotte ben! – En geen kleurloze, karakterloze Sansculotte, maar een Marat.

In de New York Herald van 15 oktober 1900 beschrijft hij zijn ommekeer en politieke ontwaken, naar aanleiding van de Filipijns-Amerikaanse Oorlog, vanuit “een roodgloeiende imperialist”:

Ik wilde dat de Amerikaanse adelaar schreeuwend de Grote Oceaan overvloog… Waarom zou hij zijn vleugels niet uitspreiden over de Filipijnen, vroeg ik mij af? ….Ik zei tegen mijzelf: daar is een volk dat drie eeuwen geleden heeft. Wij kunnen hen net zo vrij maken als wijzelf, hen een regering en land geven voor henzelf, in de Pacific een miniatuur van de Amerikaanse Grondwet in gang zetten en een splinternieuwe republiek opstarten, die haar plaats kan innemen onder de vrije landen van de wereld. Het leek mij een grote taak die wij op ons hadden genomen. Maar sindsdien heb ik wat verder nagedacht en zorgvuldig het Verdrag van Parijs [dat eindigde met de Spaans-Amerikaanse Oorlog] gelezen en ik heb gezien dat het niet onze bedoeling is om het volk van de Filipijnen te bevrijden, maar te onderwerpen. Wij zijn daarnaartoe gegaan om te veroveren, niet te bevrijden. Volgens mij zou het ons genoegen en plicht moeten zijn om die mensen vrij te maken en hen op hun eigen manier met hun eigen binnenlandse problemen om te laten gaan. En dus ben ik een anti-imperialist. Ik verzet mij ertegen dat de adelaar zijn klauwen in enig ander land zet.

### Anti-imperialisme

Mark Twain in 1909

Vanaf 1901, korte tijd na zijn terugkeer uit Europa, tot zijn overlijden in 1910, was Twain vicepresident van de Amerikaanse Anti-imperialistische Bond, die zich verzette tegen de annexatie van de Filipijnen door de VS en “tienduizenden leden” had. Voor de organisatie schreef hij vele politieke pamfletten. Het Incident op de Filipijnen, postuum gepubliceerd in 1924, was een reactie op het Moro-Krater Bloedbad, waarbij zeshonderd Moro's werden afgeslacht. Veel van zijn veronachtzaamde en niet eerder gebundelde geschriften over anti-imperialisme verschenen pas in 1992 voor het eerst in boekvorm.
Twain stond eveneens kritisch tegenover het imperialisme van andere landen. In Following the Equator geeft Twain uitdrukking aan zijn "afkeer en veroordeling van elk soort imperialisme". Hij stond uiterst kritisch tegenover het Europese imperialisme, met name dat van Cecil Rhodes, die zorgde voor een enorme expansie van het Britse Rijk, en dat van Leopold II, koning van de Belgen. King Leopold's Soliloquy (Koning Leopolds Alleenspraak) is een bijtende politieke satire over zijn privé-kolonie, de Vrijstaat Congo. Verslagen van excessieve uitbuiting en waanzinnige misstanden leidden in de eerste jaren van de 20e eeuw tot wijdverspreide internationale protesten, aantoonbaar de eerste grootschalige mensenrechten-beweging. In de alleenspraak beweert de koning, zogenaamd, dat het brengen van het Christendom naar het land opweegt tegen een beetje hongersnood. Leopolds rubbertappers werden gemarteld, verminkt en afgeslacht tot aan de eeuwwisseling, toen het geweten van de Westerse wereld Brussel dwong om daar een einde aan te maken.

### Pacifist of revolutionair?
Men zegt over mij dat ik in mijn voorkeuren een revolutionair ben, van nature, door mijn opvoeding en uit principe. Ik sta altijd aan de kant van de revolutionairen, omdat er nooit een revolutie is geweest, als er geen onderdrukkende en ondragelijke omstandigheden waren om tegen in opstand te komen.

Tijdens de Filipijns-Amerikaanse Oorlog, schreef Twain een pacifistisch verhaal met de titel The War Prayer. Tijdens deze worsteling met zichzelf, gaf Twain uitdrukking aan zijn ideeën over de absurditeit van de slavernij en hoe belangrijk het is om je eigen geweten te volgen vóór de wetten van de maatschappij. Het werd aan Harper's Bazaar overgedragen voor publicatie, maar op 22 maart 1905 wees het blad het verhaal af omdat “het niet helemaal geschikt was voor een vrouwenblad." Acht dagen later schreef Twain aan zijn vriend Daniel Carter Beard, aan wie hij het verhaal had laten lezen, “ik denk niet dat het gebed nog tijdens mijn leven gepubliceerd zal worden. Alleen de doden mogen de waarheid zeggen.” Omdat hij een exclusief contract had met Harper & Brothers, kon Twain The War Prayer niet elders publiceren; het bleef ongepubliceerd tot 1923. Het werd opnieuw gepubliceerd als campagnemateriaal door de actievoerders tegen de Vietnamoorlog.
Twain steunde de revolutionairen in Rusland tegen de hervormingsgezinden, waarbij hij betoogde dat ze zich met geweld van de Tsaar moesten ontdoen, omdat vreedzame middelen niet helpen.

### Afschaffing van de slavernij, emancipatie en antiracisme
Twain was een onvermurwbare voorvechter voor de afschaffing van de slavernij en voor emancipatie, waarbij hij zelfs zover ging dat hij zei dat “Lincolns Proclamatie ... niet alleen de zwarte slaven, maar ook de blanken bevrijdde.” Hij stelde dat niet-blanken in de VS geen recht konden krijgen en zei een keer: “Ik heb gezien hoe Chinezen op alle mogelijke lage en laffe manieren misbruikt en mishandeld werden, die inherent zijn aan het bedenksel van een gedegenereerde aard… maar ik heb nooit gezien dat een Chinees op een rechtbank genoegdoening kreeg voor het onrecht dat hem was aangedaan.” Hij financierde minstens de studie van een zwarte aan de rechtenfaculteit van de Yale-Universiteit en de studie van een andere zwarte aan een zuidelijke universiteit om dominee te worden.

### Vrouwenrechten
Mark Twain was een trouwe voorvechter voor vrouwenrechten en een actieve campagnevoerder voor vrouwenkiesrecht. Zijn voordracht Stemmen voor Vrouwen, waarin hij druk uitoefende voor het toekennen van stemrecht aan vrouwen, wordt beschouwd als een van de beroemdste in de geschiedenis.

### Oorspronkelijke Amerikanen
Twains vrijzinnige ideeën over ras, strekten zich niet uit tot zijn eerste korte verhalen over de Oorspronkelijke Amerikanen. Over hen schreef Twain in 1870:

Zijn hart is een beerput van leugens, bedrog en lage en duivelse instincten. Voor hem is dankbaarheid een onbekende emotie; en als je iets aardigs voor hem doet, is het het veiligst om hem aan te blijven kijken, want anders krijg je als dank een pijl in je rug. Een gunst van hem aanvaarden is een schuld op je nemen, die je nooit naar zijn tevredenheid kunt terugbetalen, al ga je er zelf aan failliet als je het probeert. Het schuim der aarde!

Als contrast daarmee biedt Twains essay over “De Literaire Misdrijven van Fenimore Cooper” een veel vriendelijker beeld van de echte Indianen. “Nee, andere Indianen zouden dat hebben gemerkt, maar de Indianen van Cooper merken niets. Cooper denkt dat zij bij het waarnemen wonderbaarlijke schepsels zijn, maar hij vergist zich vrijwel doorlopend over zijn Indianen. Er is zelden een gezonde onder hen geweest.

### Vakbonden
Hij schreef gloedvol over de vakbonden van de bedrijfstak van de rivierboten, in Life on the Mississippi, dat tientallen jaren later nog in de vakbondslokalen werd gelezen. Hij steunde de vakbeweging in het algemeen, maar vooral een van de meest belangrijke, de Knights of Labor. In een toespraak tot hen zei hij:

Wie zijn de uitbuiters? Maar een paar: de koning, de kapitalist en een handvol opzichters en toezichthouders. Wie zijn de uitgebuitenen? Die velen: de volkeren in de wereld; de waardevolle mensen; de arbeiders; degenen die het brood maken dat door die ijdele mensen met die weke handjes wordt opgegeten.

### Vivisectie
Twain was tegen elk soort vivisectie, niet wetenschappelijk gefundeerd maar om ethische redenen.
“Ik vind het niet belangrijk om te weten of vivisectie resultaten oplevert die al dan niet heilzaam zijn voor het mensdom….De pijn die het dieren zonder hun toestemming aandoet is de reden dat ik daar vijandig tegenover sta en dat is voor mij een voldoende rechtvaardiging voor die vijandschap, zonder verder te kijken.”

### Religie
Twain stond het grootste gedeelte van zijn latere leven kritisch tegenover de georganiseerde godsdienst en bepaalde elementen van het christendom. In 1901 verzette hij zich tegen de acties van een missionaris, Dr. William Scott Ament (1851–1909) naar aanleiding van berichten dat Ament en andere missionarissen in de nasleep van de Bokseropstand van 1900 schadeloosstellingen eisten van de Chinese onderdanen. Twains reactie op het vernemen van de methoden van Ament werd in februari 1901 onder de titel: Aan de Man die in het Duister Zit gepubliceerd in de North American Review en haalt voorbeelden aan van imperialisme in China en Zuid-Afrika en de bezetting door de VS van de Filipijnen. In een volgend artikel “Aan mijn kritische Missionaris” in april 1901 gepubliceerd in de The North American Review, zet hij zijn aanval ongeremd voort, maar nu niet meer gericht op Ament, maar op zijn superieuren, de American Board of Commissioners for Foreign Missions.
Twain schreef bijvoorbeeld: “Het Geloof is iets geloven waarvan je weet dat het niet zo is,” en “Als Christus nu hier zou zijn, is er een ding dat hij niet zou zijn – een christen.”
Na zijn dood hield zijn familie gedeelten van zijn geschriften achter, met name die oneerbiedig jegens de traditionele godsdienst waren, speciaal de Letters from the Earth (Brieven geschreven vanaf de Aarde), dat pas werd gepubliceerd nadat zijn dochter Clara in 1962 haar standpunt had gewijzigd, als reactie op Sovjetpropaganda over het achterhouden ervan. Het antireligieuze The Mysterious Stranger (De Geheimzinnige Vreemdeling) werd in 1916 gepubliceerd, hoewel er toch wat academische discussie is over de vraag of Twain de meest gangbare versie van dat verhaal zelf wel heeft geschreven. Little Bessie, een verhaal dat het christendom belachelijk maakt, werd voor het eerst gepubliceerd in de bundel Mark Twain's Fables of Man. Twains rouwdienst werd gehouden in de "Old Brick," een Presbyteriaanse kerk in New York. Hij droeg ook financieel bij aan de bouw van een Presbyteriaanse kerk in Nevada.

### Vrijmetselarij
Twain was Vrijmetselaar. Hij was lid van de Polar Star Loge No. 79 A.F.&A.M., opgericht in St. Louis. Hij werd ingewijd tot Leerling-vrijmetselaar op 22 mei 1861, Gezel-vrijmetselaar op 12 juni en verheven tot Meester-vrijmetselaar op 10 juli van datzelfde jaar.

## Nalatenschap

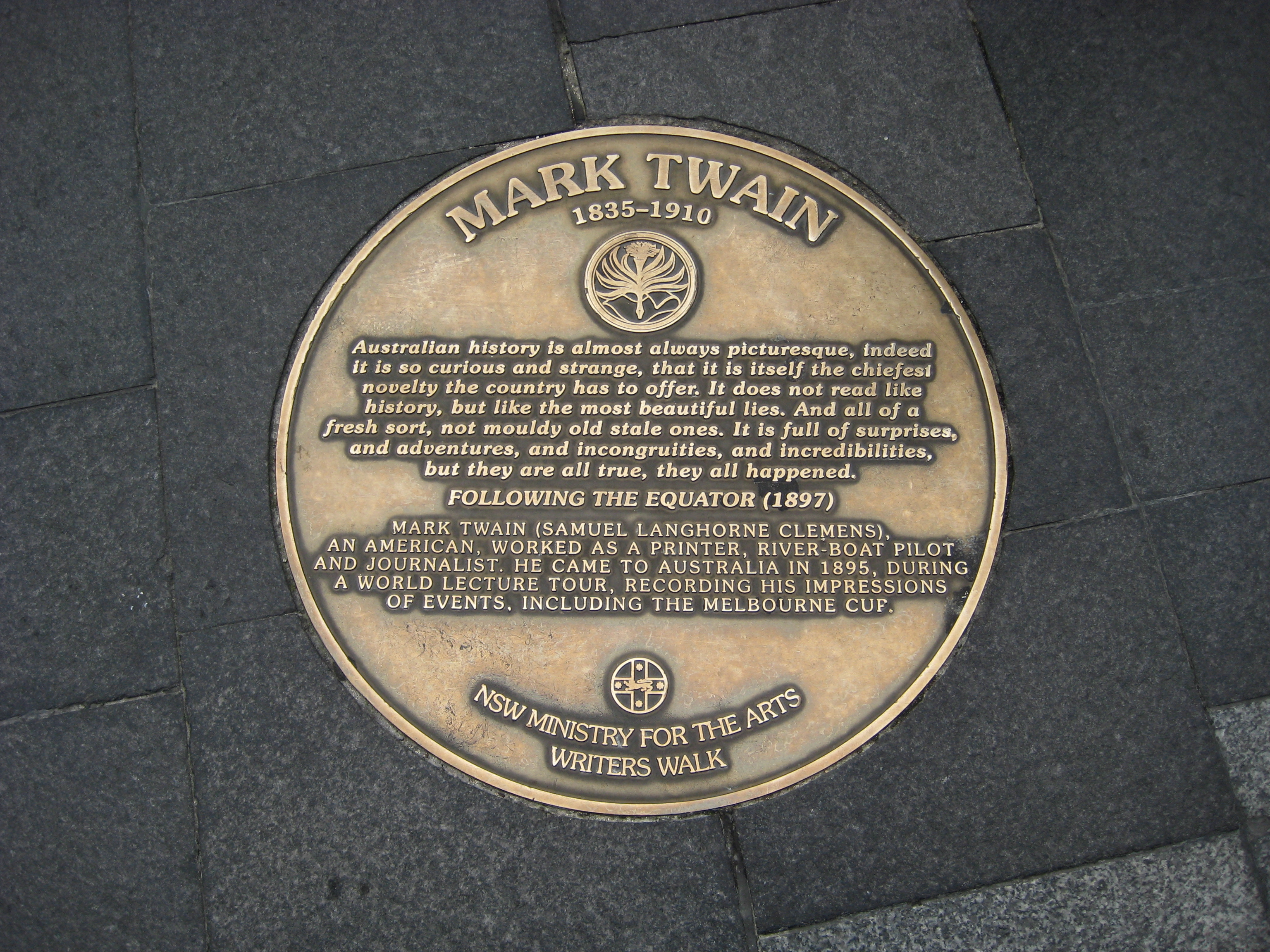
Een plaquette ter ere van Mark Twain op de Sydney Writers Walk in Sydney, Australië

Zijn geboortehuis bestaat nog steeds in Florida (Missouri). Het huis van zijn jeugdvriendin Laura Hawkins, van wie gezegd wordt dat zij hem heeft geïnspireerd tot zijn fictieve personage Becky Thatcher, is bewaard als het "Thatcher House". In mei 2007 werd het zorgvuldig gerestaureerde huis van Tom Blankenship, de inspiratiebron voor Huckleberry Finn, opengesteld voor het publiek. Het huis dat hij had gebouwd voor zijn gezin in Hartford, Connecticut, waar hij en zijn vrouw hun drie dochters grootbrachten, is ook bewaard gebleven en staat open voor bezoekers als het Mark Twain House.
De acteur Hal Holbrook bedacht een onemanshow met de naam Mark Twain Tonight, die hij gedurende 50 jaar regelmatig heeft opgevoerd. Voor de uitzending door CBS won hij in 1967 een Emmy Award.
Net als ontelbare andere invloedrijke mensen, werd Twain geëerd doordat er een planetoïde, 2362 Mark Twain, naar hem werd genoemd.
Vaak wordt Twain in de popcultuur afgeschilderd in een heel wit pak. Hoewel er aanwijzingen zijn waaruit blijkt dat Twain, na het overlijden van Olivia in 1904, witte pakken begon te dragen tijdens zijn lezingen, zijn de huidige voorstellingen die suggereren dat hij die zijn hele leven droeg, ongefundeerd. Er is geen bewijs voor dat hij vóór 1904 een wit pak droeg; het werd echter uiteindelijk wel zijn handelsmerk, zoals wordt geïllustreerd door zijn excentriciteit (Zoals die keer dat hij een wit zomerpak droeg tijdens een hoorzitting van het Congres hartje winter). McMasters' Mark Twain Encyclopedie beweert dat Twain de laatste drie jaar geen wit pak droeg, behalve tijdens een voordracht bij een banket.

## Pseudoniemen
Clemens maakte gebruik van verschillende pseudoniemen, voordat hij voor “Mark Twain” koos. Tot 1863 ondertekende hij zijn humoristische en fantasierijke korte verhalen met "Josh". Bovendien gebruikte hij het pseudoniem "Thomas Jefferson Snodgrass" voor een reeks humoristische brieven.
Hij zei dat zijn belangrijkste pseudoniem stamde uit zijn jaren dat hij op de rivierboten op de Mississippi werkte, waar twee vadem een veilige diepte was voor de boten.
Twain zei dat dit pseudoniem niet helemaal zijn eigen uitvinding was. In Life on the Mississippi, schreef hij:
Captain Isaiah Sellers was niet literair aangelegd of begaafd, maar hij placht korte zinnetjes neer te krabbelen met duidelijke en praktische informatie over de rivier, ondertekende die met "MARK TWAIN," en gaf ze aan de krant New Orleans Picayune. Ze hadden te maken met het peil en de toestand van de rivier en waren nauwkeurig en waardevol; … Op het moment dat de telegraaf het nieuws van zijn overlijden bracht, zat ik aan de kust van de Pacific. Ik was een beginnende nieuwe journalist en had een pseudoniem nodig; dus pikte ik dat van de oude schipper in en heb mijn best gedaan om dat te laten blijven wat het in zijn handen was — een teken, symbool een waarborg dat, wat er ook in zijn gezelschap wordt gevonden, het als een versteende waarheid verder zal leven; het zou niet bescheiden van mij zijn als ik zeg dat ik daarin geslaagd ben.
Bij Twains versie van het verhaal met betrekking tot zijn nom de plume zijn vraagtekens gezet door zijn biograaf George Williams III, de krant de Territorial Enterprise en Paul Fatout van de Purdue-universiteit, die beweren dat "Mark Twain" verwijst naar het lijstje waarop werd afgetekend wat Twain regelmatig op de pof dronk in John Pipers bar in Virginia City (Nevada).

### Academische studies
- (en)  The Mark Twain Papers and Project of the Bancroft Library, University of California Berkeley. Thuisbasis voor het grootste archief van Mark Twains geschriften en van de redacteuren van een kritische uitgave van al zijn geschriften.
- (en)  "The Mark Twain they didn’t teach us about in school", door Helen Scott, uit de International Socialist Review 10, winter 2000, p. 61-65.
- (en)  Buffalo Library. Mark-Twain-Zaal, waarin zich het manuscript van Huckleberry Finn bevindt. (archive)
- (en)  Elmira College Center for Mark Twain Studies (archive)
- (en)  Mark Twain Collection in het Harry Ransom Center van de Universiteit van Texas in Austin. (archive)

### Leven
- (en)  Project Gutenberg - Volledige tekst van de biografie Mark Twain, door Archibald Henderson.
- (en)  Mark Twain Birthplace State Historic Site
- (en)  The Mark Twain Boyhood Home in Hannibal, MO
- (en)  The Mark Twain House in Hartford, CT
- (en)  Wikisource - Overlijdensbericht in de San Francisco Call
- (en)  Mark Twain, Find a Grave
- (en)  Mark Twain: Known To Everyone—Liked By All, een film van Ken Burns vertoond op PBS
- (en)  The Hannibal Courier Post. Een blik op het leven en werk van Mark Twain. (archive)
- (en)  Mark Twains Mississippi, Northern Illinois University Libraries. (archive)

### Andere
- (en)  "Origins of the name Mark Twain", uit de Encyclopædia Britannica, laatste editie, volledig artikel.
- (en)  PBS Twain Interactive Scrapbook en San Francisco Chronicle article, dat staaft dat het niet Twain was die zei: "De koudste winter die ik ooit heb meegemaakt was de zomer in San Francisco".
- (en)  Twainquotes - Artikel en zeldzame afbeeldingen van Mark Twain en de fotograaf Napoleon Sarony.
- (en)  Kamakurapens - De Vulpennen die door Mark Twain zijn gebruikt (archive)
- (en)  Staging Airflowsciences -  Afbeeldingen van de eerste drukken van de boeken van Mark Twain (archive)
- (en)  Google-map met plaatsmarkeringen van de plaatsen die met Twain te maken hebben

- Bibsys: 90056487
- Biblioteca Nacional de Chile: 000034587
- Biblioteca Nacional de España: XX945992
- Bibliothèque nationale de France: cb11927291n (data)
- Catàleg d'autoritats de noms i títols de Catalunya: 981058514999206706
- CiNii: DA00300263
- Digitale Bibliotheek voor de Nederlandse Letteren: twai001
- Gemeinsame Normdatei: 118624822
- International Standard Name Identifier: 0000 0003 6864 1704
- KulturNav: 3e04abfe-5825-41af-ac3d-23a5ea3aba38
- Library of Congress Control Number: n79021164
- Nationale Bibliotheek van Letland: 000002679
- MusicBrainz: 4d584c99-249e-493f-8c5f-d022bd8de433
- National Archives and Records Administration: 10581697
- Bibliotheek van het Japanse parlement: 00459304
- Nationale Bibliotheek van Tsjechië: jn19981002263
- Nationale bibliotheek van Australië: 35028957
- Nationale Bibliotheek van Israël: 987007269289205171
- Nationale Bibliotheek van Polen: a0000001179912
- Nationale en Universitaire bibliotheek Zagreb: 000047578
- Nederlandse Thesaurus van Auteursnamen: 227880145
- RKD-Nederlands Instituut voor Kunstgeschiedenis: 17169
- Russische Staatsbibliotheek: 000083946
- Istituto Centrale per il Catalogo Unico: CFIV002662
- LIBRIS: 98057
- SNAC: w6dg7gd6
- Système universitaire de documentation: 027171876
- Trove: 802244
- Union List of Artist Names: 500020427
- Virtual International Authority File: 50566653
- WorldCat: E39PBJqqvmHvVjHK8C9Fr33fbd